# Aleida Montijn
Aleida Montijn (* 7. August 1908 in Mannheim; † 30. August 1989 in Bad Homburg vor der Höhe; eigentlich Elfriede Wilhelmine Aleida Montijn) war eine deutsche Komponistin, Pianistin und Musikpädagogin.

## Leben
Aleida Montijn war die Tochter des Tabakvertreters Christiaan Montijn, eines Holländers, und dessen Ehefrau Magdalena geb. Strasser. Sie verbrachte ihre Jugend in Mannheim und studierte 1927–1930 an der Hochschule für Musik und Darstellende Kunst Mannheim. Schon kurz nach ihrem Studium galt sie als gefragte Ballett-Korrepetitorin. Sie arbeitete unter anderem mit und für die Tänzerin Mary Wigman an deren Schulen in Dresden und Hamburg. Im April 1941 legte sie zusätzlich zur Arbeit mit Mary Wigman in Dresden die Chormeister-Prüfung ab. Im Jahr 1943 folgte die Abschlussprüfung zur Kapellmeisterin. Während der Kriegszeit folgte unter anderem ein Arbeitseinsatz in einer Schokoladenfabrik. Montijn flüchtete und kam im Juni 1945 in Frankfurt am Main an.
In der Spielzeit 1952/1953 wurde Aleida Montijn Hauskomponistin von Harry Buckwitz für die Schauspielmusiken der Städtischen Bühnen in Frankfurt am Main. Dort schrieb sie über hundert Schauspielmusiken und prägte das Theater in der Zeit von 1950 bis 1974 mit.
1948 publizierte Montijn drei Kinderbücher. Sie komponierte darüber hinaus die Musik zu mehreren Hörspielen und Sprechplatten sowie für eine Musikkassette zum therapeutischen Reiten. Zu ihren Werken gehört unter anderem die Musik für das Hörspiel Jim Knopf und Lukas der Lokomotivführer von Michael Ende, das 1971 als Sprechplatte erschien.
Sie verband langjährige Freundschaften unter anderem mit Wilhelm Furtwängler und Kurt Hessenberg. Im Sommer 1953 traf Montijn als Buckwitz’ Hauskomponistin Erwin Piscator, dessen Lebensgefährtin sie dann 13 Jahre lang war.
Aleida Montijns Nachlass befindet sich überwiegend in der Universitätsbibliothek Johann Christian Senckenberg, ein kleinerer Teil in der Southern Illinois University Carbondale.

## Werke (Auswahl)
Schauspielmusiken u. a.
- Ballade vom Eulenspiegel (Weiseborn), Regie: Dicks, Frankfurt 1950.
- Lysistrata (Aristophanes), Regie: Koch, Frankfurt 1951.

Oper
- Die Lederköpfe, Oper in drei Akten nach Georg Kaiser, 1966–1986.

Ballettmusiken u. a.
- Tanzabend, Choreografie: Walter; Zürich 1931.
- Tänze, Choreografie: Dittler/B. Rogge/Ziegler; Mannheim 1935.
- Suite für Solo und Gruppe, Choreografie: Curth; Dresden 1940.

Kantaten und Orchestermusiken u. a.
- Die Reiter-Kantate, Text: Montijn. Dresden 1944.
- Agfa-Isolette, Werbeschlager. Frankfurt 1950.

Klavier-, Orgelmusik u. a.
- Leidenschaftliche Etüde, 1928.
- Quintenfoxtrott, 1929.
- Musik für Orgel, 1982.

Kammermusik u. a.
- Streichquartett, 1967.
- Puschkins Abenteuer (Streicher und Cembalo), 1976.

## Diskografie (Auswahl)
- Schallplatten zur Bibel. Folge 1: Altes Testament (10 Sprechplatten); Autor: J. M. Hollenbach, Regie: Hanns Verres; Quadriga-Ton, Frankfurt am Main 1965.
- Schallplatten zur Bibel. Folge 2: Neues Testament (10 Sprechplatten); Autor: J. M. Hollenbach, Regie: Hanns Verres; Quadriga-Ton, Frankfurt am Main 1965.
- Jim Knopf und Lukas der Lokomotivführer. (3 Sprechplatten); Text, Regie: Michael Ende. Erzähler: Michael Ende u. a.; Produktion: Robert Nettekoven. 1971.

## Buchpublikationen
- Aleida Montijn: Nachrichten an K.G. – Erinnerungen einer Komponistin. Bärenreiter, Kassel u. a. 1988, ISBN 3-7618-0896-8.

## Fernsehbeitrag
- Renate Beyer: Musik für Wigman und Piscator. Süddeutscher Rundfunk, 1987.